# St. Matthäus (Alfter)
Die römisch-katholische Pfarrkirche St. Matthäus ist ein Kirchengebäude am Hertersplatz in Alfter, einer Gemeinde im Rhein-Sieg-Kreis (Nordrhein-Westfalen). Sie ist die Pfarrkirche der gleichnamigen Pfarrgemeinde im Dekanat Bornheim (Erzbistum Köln). Das Kirchengebäude steht als Baudenkmal unter Denkmalschutz.

## Geschichte und Architektur
Die schmucklose, ursprünglich flachgedeckte Saalkirche wurde von 1791 bis 1792 mit abgeschrägten Ecken und einem Ostturm in Backstein errichtet. Das Querschiff und der Chor wurden 1902 westlich angefügt. In den barocken Saal wurde 1964 ein Tonnengewölbe eingezogen.

## Ausstattung

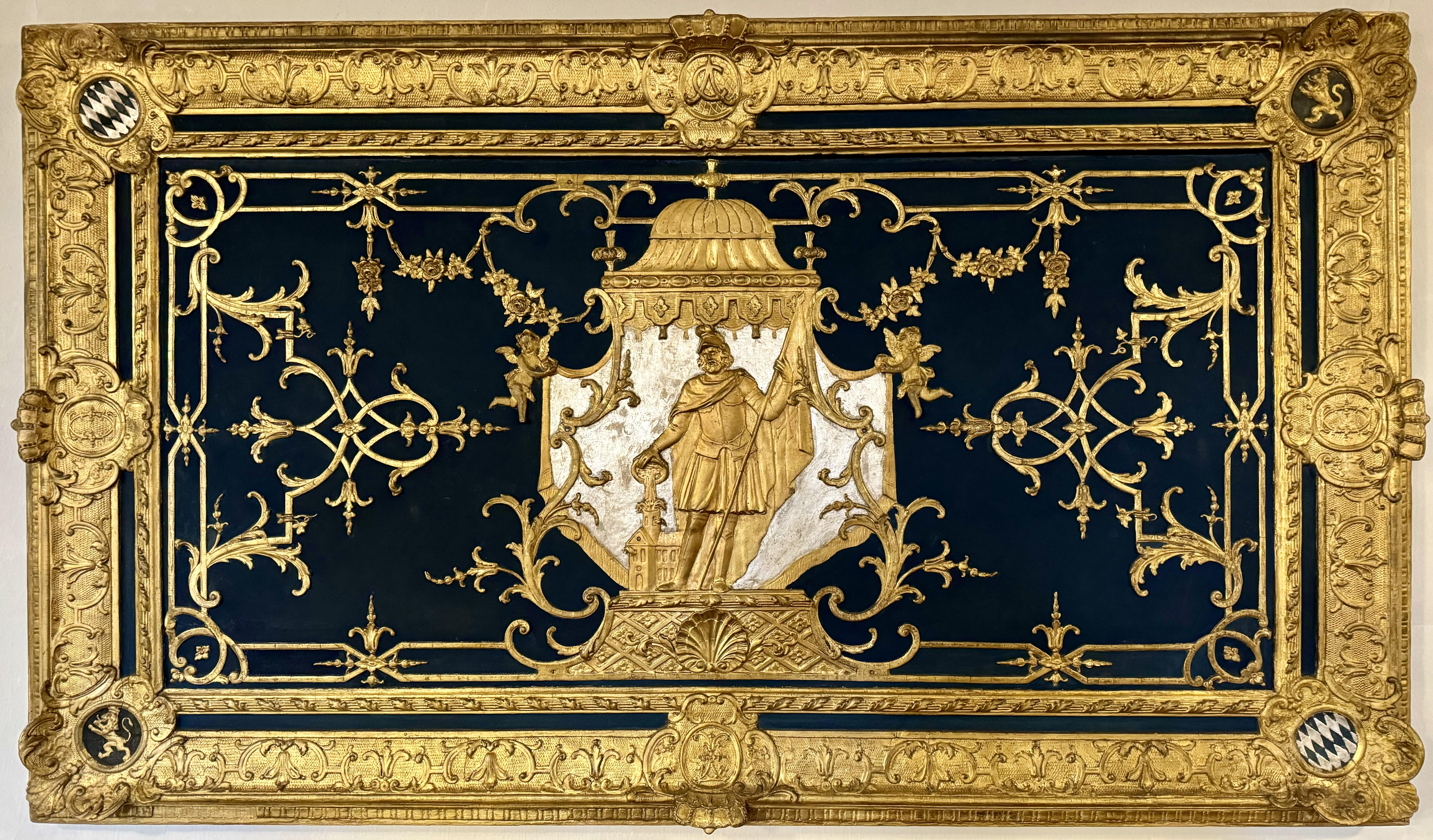
Antependium

- Im südlichen Seitenaltar steht eine Holzskulptur mit der Darstellung der Anna selbdritt vom Anfang des 16. Jahrhunderts. Sie wurde in späterer Zeit neu gefasst.
- Über dem barocken Taufstein hängt ein geschnitztes, vergoldetes Antependium aus der Zeit um 1730. Es zeigt den hl. Florian in Régence-Ornamentik, mit dem Wappen und den Initialen des Kurfürsten Clemens August. Es stammt ursprünglich aus der Florianskapelle des Bonner Schlosses.[2]

## Orgeln

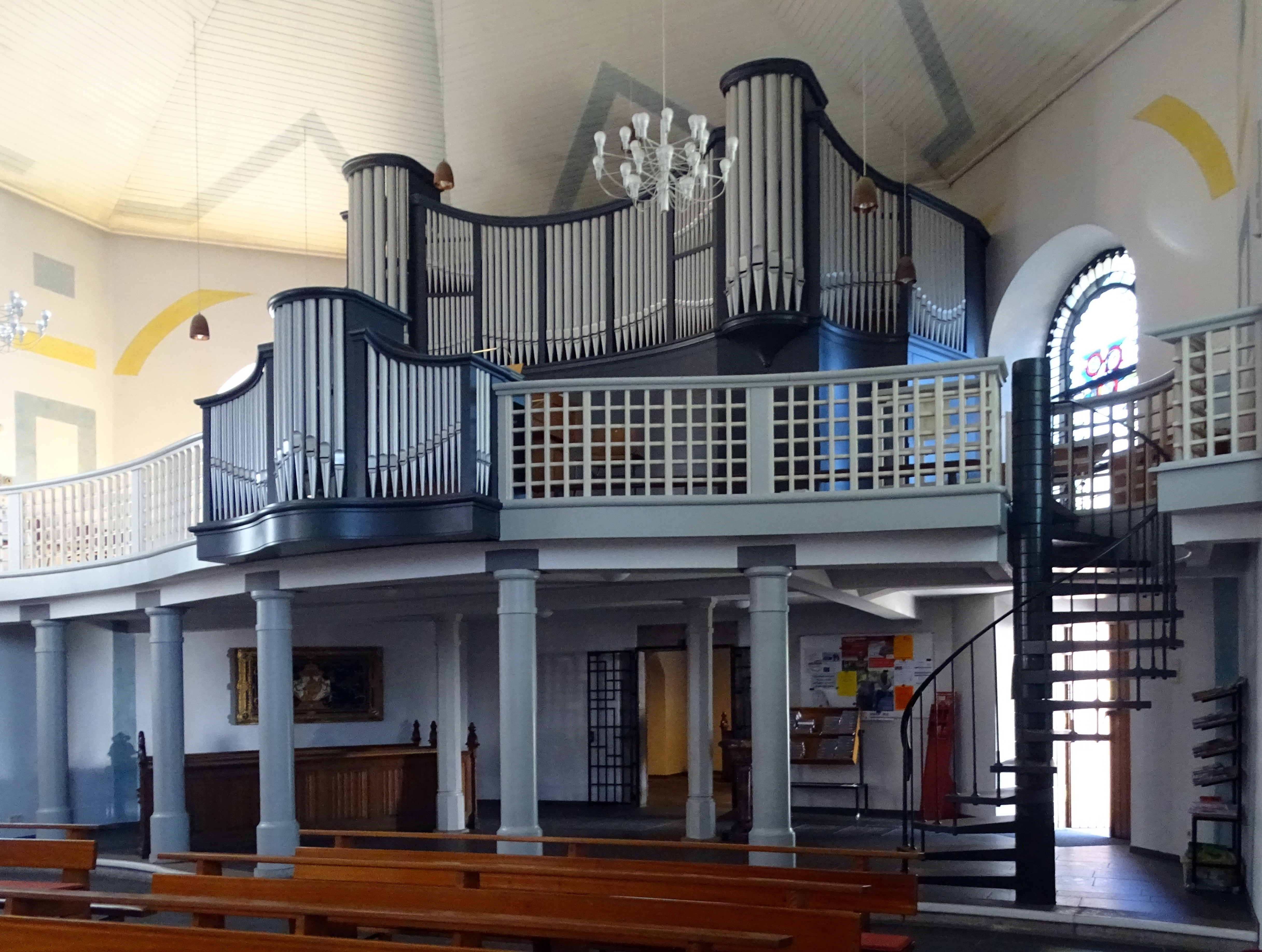
Blick auf die Hauptorgel

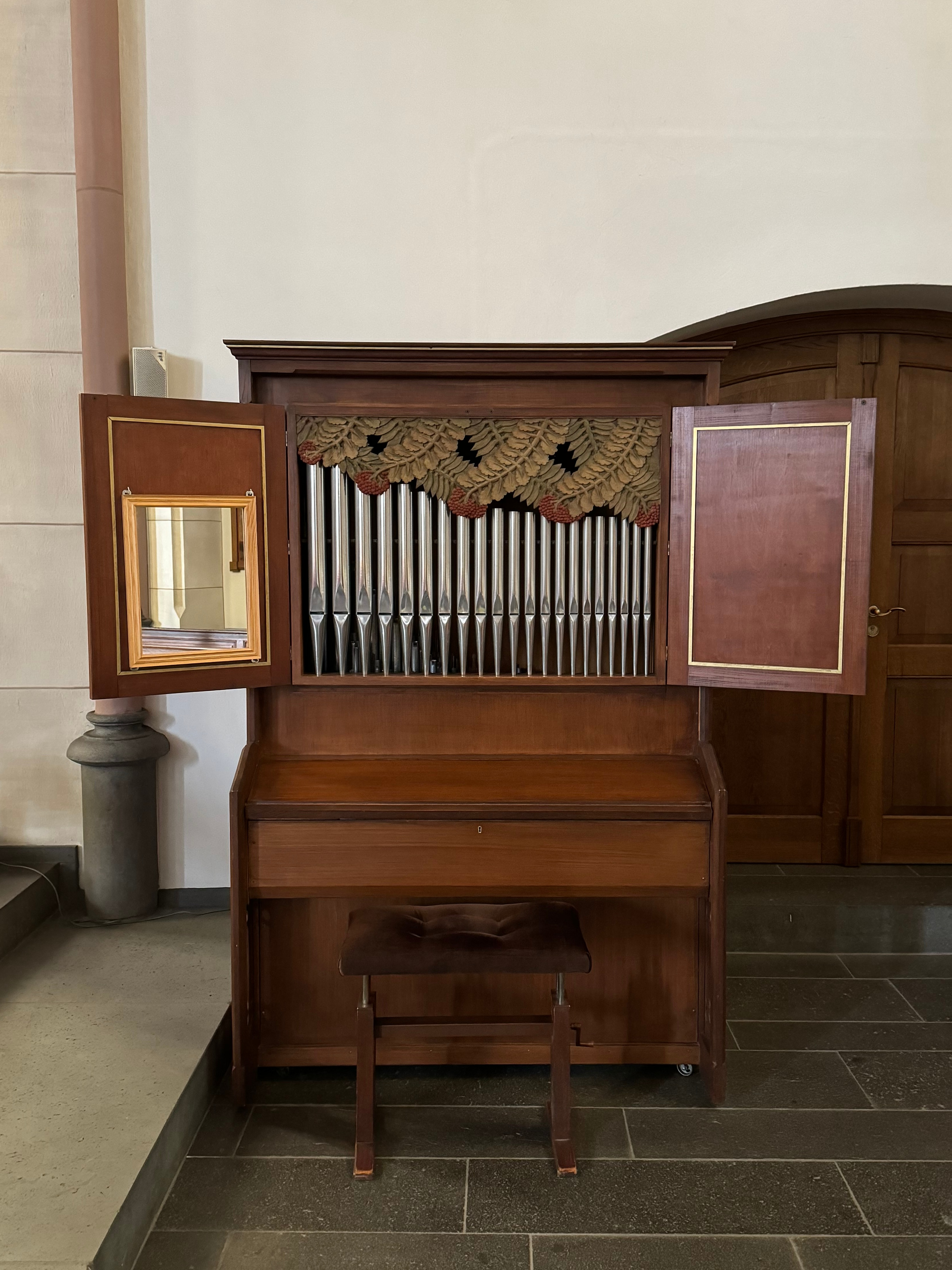
Chororgel

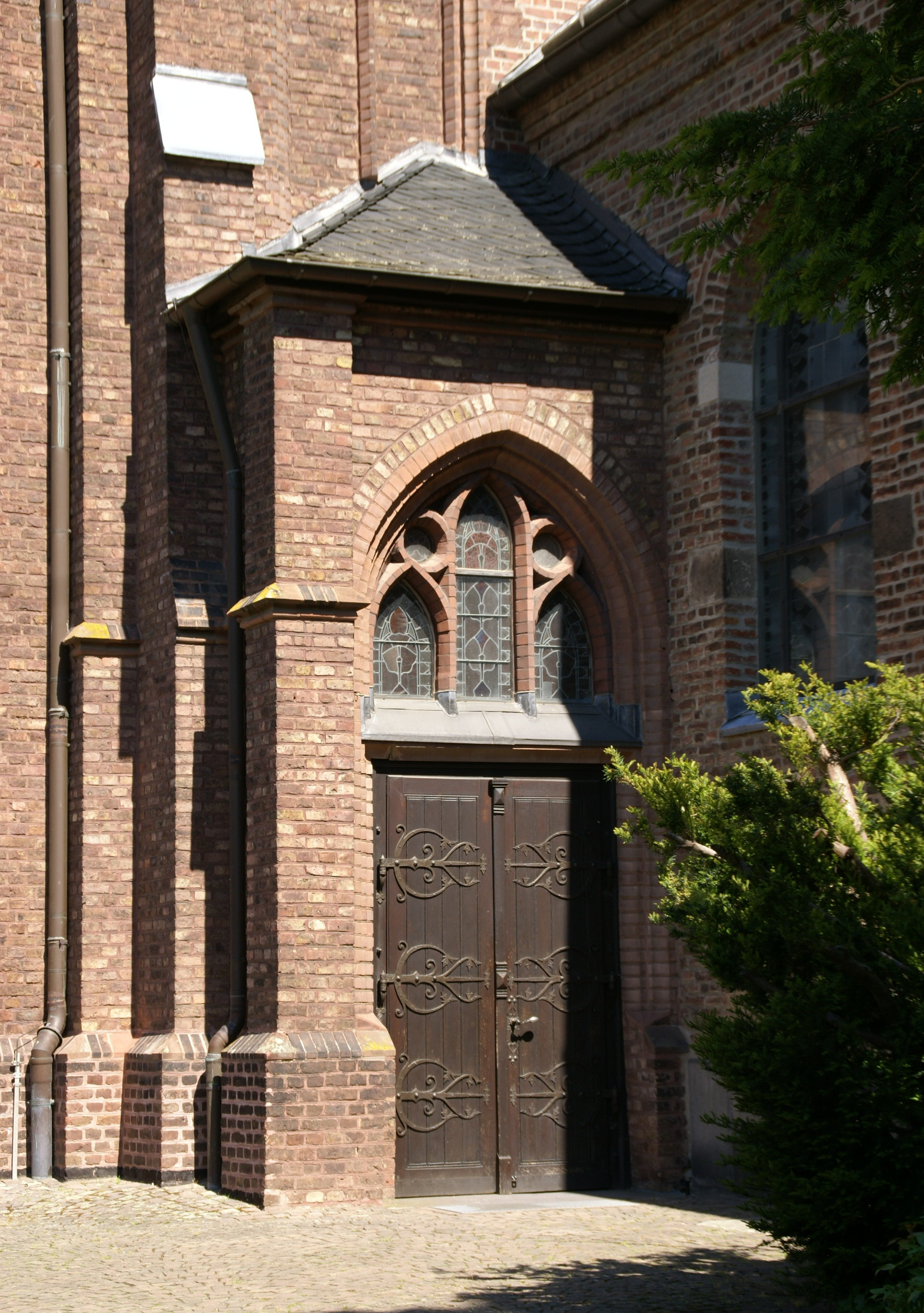
Nebeneingang

Auf der Empore steht die Hauptorgel mit drei Manualen und 27 Registern. Sie wurde 1941 von der Orgelbauanstalt Georg Stahlhuth gebaut und 2008 durch die Firma Johannes Klais Orgelbau reorganisiert. Sie verfügt über vier Transmissionen, Kegelladen (im Rückpositiv Taschenladen) und elektrische Spiel- und Registertraktur. Die Disposition ist wie folgt:
| I Rückpositiv C–g3 |                  |    |
| 1.                 | Lieblich Gedackt | 8′ |
| 2.                 | Blockflöte       | 4′ |
| 3.                 | Principal        | 2′ |
| 4.                 | Scharff III–IV   | 1′ |
| 5.                 | Krummhorn        | 8′ |

| II Hauptwerk C–g3 |                |     |
| 6.                | Bordun         | 16′ |
| 7.                | Principal      | 8′  |
| 8.                | Holzpfeife     | 8′  |
| 9.                | Octave         | 4′  |
| 10.               | Spillpfeife000 | 2′  |
| 11.               | Mixtur V–IV    | 2′  |
| 12.               | Trompete       | 8′  |

| III Schwellwerk C–g3 |                                |       |
| 13.                  | Weidenpfeife                   | 8′    |
| 14.                  | Asparagus pensilis (schwebend) | 8′    |
| 15.                  | Rohrflöte                      | 8′    |
| 16.                  | Singend Principal              | 4′    |
| 17.                  | Nachthorn                      | 4′    |
| 18.                  | Gemshorn                       | 2′    |
| 19.                  | Superoctav                     | 1′    |
| 20.                  | Sesquialtera I–III             | 2 ⁄3′ |
| 21.                  | Cymbel IV–III                  | 1′    |
| 22.                  | Oboe                           | 8′    |
|                      | Tremulant                      |       |

| Pedal C–g1 |                              |       |
| 23.        | Principal                    | 16′   |
| 24.        | Subbass                      | 16′   |
|            | Gedacktbass (Abschw. Nr. 24) | 16′   |
|            | Bordun (Nr. 6)               | 16′   |
|            | Octavbass (Nr. 7)            | 8′    |
|            | Violbass (Nr. 13)            | 8′    |
| 25.        | Choralbass                   | 4′    |
| 26.        | Hintersatz IV–III            | 2 ⁄3′ |
| 27.        | Posaune                      | 16′   |

- Koppeln:
  - Normalkoppeln: I/II, III/I, III/II, I/P, II/P, III/P
  - Suboktavkoppeln: I/II, III/II, III/III
  - Superoktavkoppeln: III/P
- Spielhilfen: 2 freie Kombinationen, Freie Pedalkombination, Festkombinationen (p - mf - f), Walze ab, Handregister, 7 Absteller.

Neben der Hauptorgel gibt es in der Kirche auch eine Chororgel.

## Glocken
Aus dem Turm der St.-Matthäus-Kirche erklingen fünf Glocken mit dem Läutemotiv Ad te levavi animam meam, dem Beginn des Introitus am 1. Adventssonntag in gregorianischer Melodie.

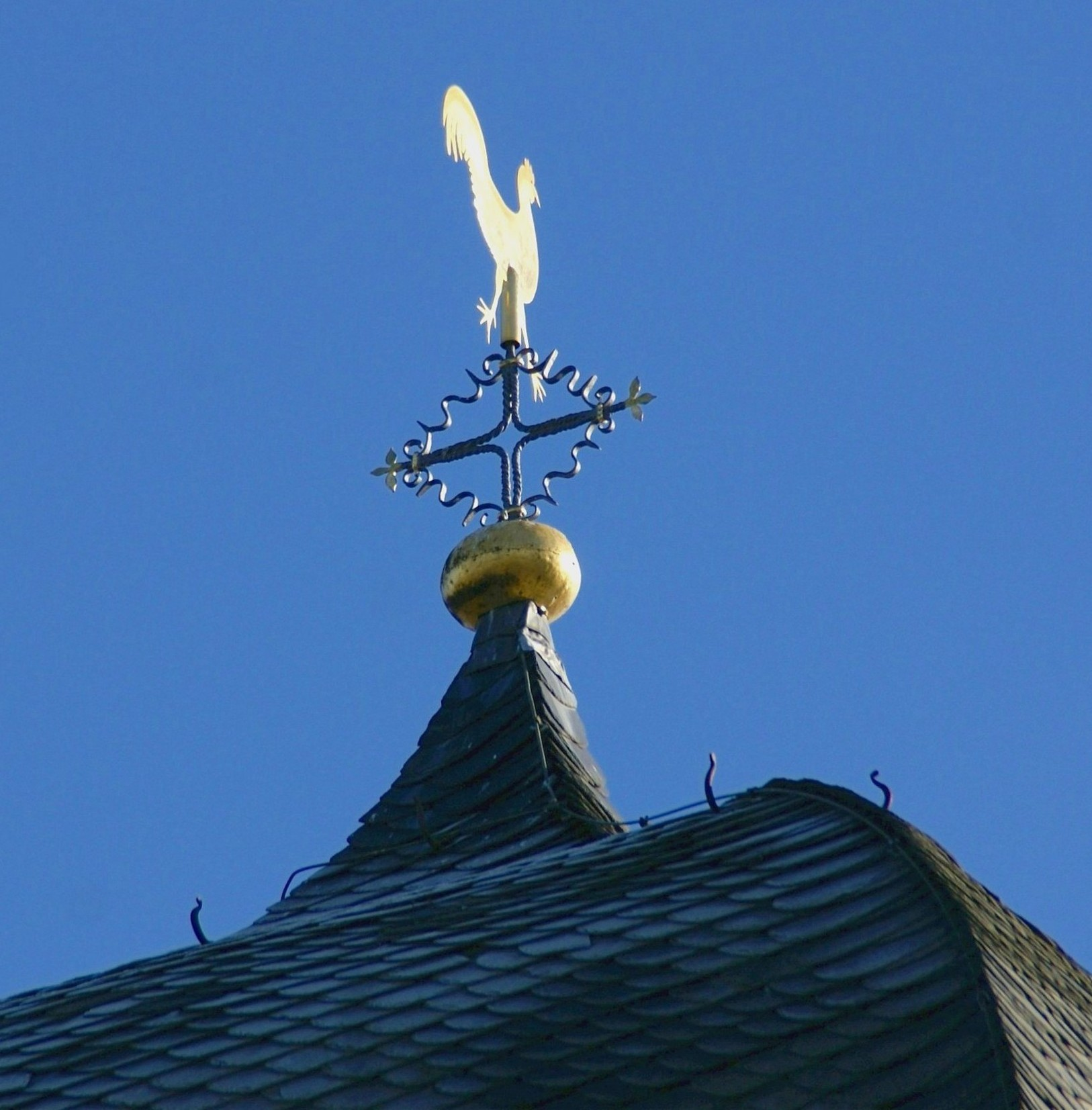
Wetterhahn und Kreuz auf dem Kirchturm

| Nr. | Name               | Nominal (16tel) | Masse     | Durchmesser | Gussjahr | Gießer                                            |
| --- | ------------------ | --------------- | --------- | ----------- | -------- | ------------------------------------------------- |
| 1   | Matthäus           | cis1 −4         | ≈ 1700 kg | 1432 mm     | 1719     | Peter Fuchs, Köln                                 |
| 2   | Josef              | e1 −2           | 1100 kg   | 1227 mm     | 1965     | Glockengießerei Mabilon, Saarburg                 |
| 3   | Maria und Hubertus | fis1 +0         | 0750 kg   | 1080 mm     | 1792     | Clément I Drouot, Nicolas Simon, Claude de Forest |
| 4   | Donatus und Agatha | gis1 +7         | 0400 kg   | 0727 mm     | 1791     | Clément I Drouot, Nicolas Simon, Claude de Forest |
| 5   | Anna               | h1 −3           | 0300 kg   | 0804 mm     | 1965     | Glockengießerei Mabilon, Saarburg                 |